# نادي الطيران
نادي الطيران الرياضي (مصر) هو نادي رياضي واجتماعي مصري يقع في حي مصر الجديدة بالقاهرة.

## التاريخ
أنشئ نادي الطيران الرياضي عام 1952، وكان يسمى نادي الخطوط الجوية لأن الذين أنشأوه هم مجموعة من الطيارين والمضيفين الجويين من مصريين ويونانيين وبعد ذلك كان بمثابة استراحة لهم وملتقى لاجتمعاتهم وبعد ذلك تم تغيير اسمه إلى نادي الطيران الرياضي بعد حرب أكتوبر 1973 وكان يتبع إدارة النزهة للشباب والرياضة حتى تغير مجلس إدارته القديمة بعد وفاة رئيس مجلس إدارة النادى الأسبق مصطفى جمال في عام 2000 وتم إقامة انتخابات لأول مرة عام 2001 وفاز بها كابتن طيار وليد مراد ومجلس الإدارة السابق ومنذ اللحظة وتم تصعيد النادي ليتبع مباشرة مديرية الشباب والرياضة ليصبح من أكبر 10 أندية في مصر ويعتبر نادي الطيران من أعرق أندية مصر الجديدة ويحتوي النادي بمصر الجديدة على مطاعم وصالة لياقة بدنية وملاعب مختلفة وحمامات سباح

## البطولات التي يشارك بها النادي
- الدوري المصري العام للبلياردو.
- دوري المحترفين لكرة اليد.
- الدوري المصري للكرة الطائرة.
- الدوري المصري للشطرنج.

## أنشطة النادي
يدعم النادي عدد 17 لعبة مختلفة من الألعاب الفردية والجماعية وهم:
- كرة القدم
- كرة اليد
- الكرة الطائرة
- كرة السلة
- الجودو
- الكاراتيه
- السباحة
- التنس
- الإسكواش
- تنس الطاولة
- الشطرنج
- البلياردو
- الكروكيه
- الكشافة والمرشدات